# گور میناسیان
گور میناسیان (ارمنی: Գոռ Մինասյան; زاده ۲۴ اکتبر ۱۹۹۴ در گیومری) یک وزنه‌بردار اهل ارمنستان است.
وی هم‌اکنون رکورد یک‌ضرب در دسته ۹۴+ جوانان جهان را در اختیار دارد.
میناسیان در بازی‌های المپیک تابستانی جوانان ۲۰۱۰ صاحب نشان نقره شد.
او در بازی‌های المپیک تابستانی ۲۰۲۴ با ملیت بحرین شرکت کرد و در پایان توانست در وزن +۱۰۲ کیلوگرم، صاحب مدال برنز شود.

## نتایج مهم

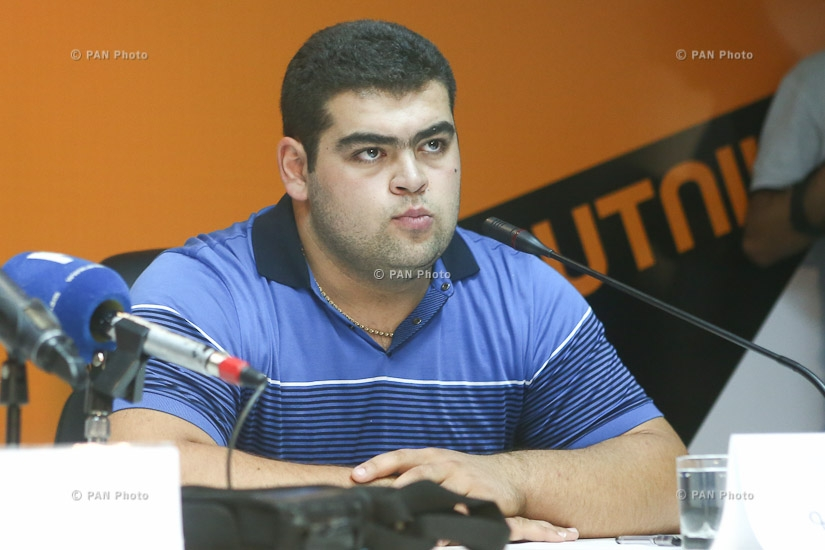

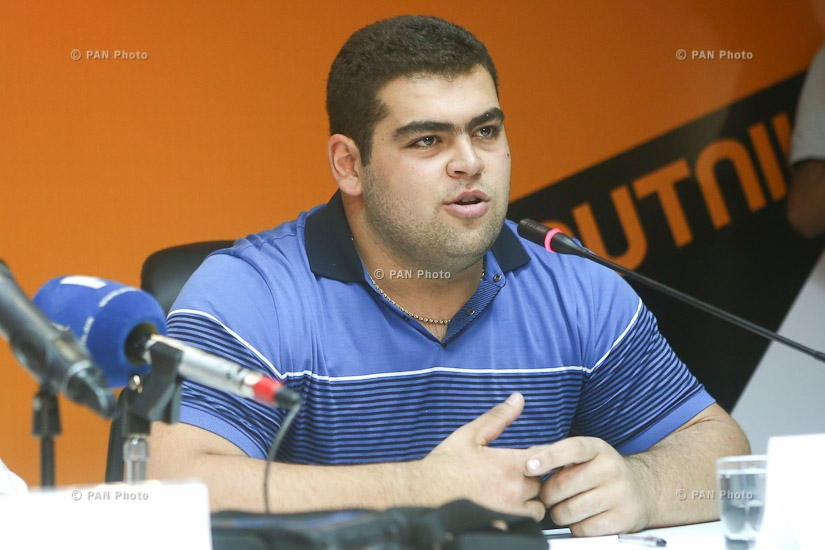

| سال                              | مکان                         | وزن            | یک ضرب (ک‌گ)    | یک ضرب (ک‌گ)    | یک ضرب (ک‌گ)    | یک ضرب (ک‌گ)    | یک ضرب (ک‌گ)    | دوضرب (ک‌گ)     | دوضرب (ک‌گ)     | دوضرب (ک‌گ)     | دوضرب (ک‌گ)     | دوضرب (ک‌گ)     | مجموع          | رتبه           |
| سال                              | مکان                         | وزن            | ۱              | ۲              | ۳              | نتیجه          | رتبه           | ۱              | ۲              | ۳              | نتیجه          | رتبه           | مجموع          | رتبه           |
| بازی‌های المپیک                   | بازی‌های المپیک               | بازی‌های المپیک | بازی‌های المپیک | بازی‌های المپیک | بازی‌های المپیک | بازی‌های المپیک | بازی‌های المپیک | بازی‌های المپیک | بازی‌های المپیک | بازی‌های المپیک | بازی‌های المپیک | بازی‌های المپیک | بازی‌های المپیک | بازی‌های المپیک |
| -------------------------------- | ---------------------------- | -------------- | -------------- | -------------- | -------------- | -------------- | -------------- | -------------- | -------------- | -------------- | -------------- | -------------- | -------------- | -------------- |
| ۲۰۱۶                             | ریو دو ژانیرو، برزیل         | ۱۰۵+ ک‌گ        | ۲۰۰            | ۲۰۷            | ۲۱۰            | ۲۱۰            | ۳              | ۲۳۶            | ۲۴۱            | ۲۴۱            | ۲۴۱            | ۵              | ۴۵۱            | 2              |
| قهرمانی جهان                     |                              |                |                |                |                |                |                |                |                |                |                |                |                |                |
| ۲۰۱۵                             | هیوستون، ایالات متحده آمریکا | +۱۰۵ ک‌گ        | ۱۹۵            | ۲۰۱            | ۲۰۳            | ۲۰۳            | 2              | ۲۳۴            | ۲۴۰            | ۲۴۰            | ۲۳۴            | ۸              | ۴۳۷            | 3              |
| ۲۰۱۸                             | عشق‌آباد، ترکمنستان           | +۱۰۹ ک‌گ        | ۲۰۰            | ۲۰۵            | ۲۱۱            | ۲۰۵            | 2              | ۲۴۰            | ۲۴۵            | ۲۵۰            | ۲۴۵            | 2              | ۴۵۰            | 2              |
| ۲۰۱۹                             | پاتایا، تایلند               | +۱۰۹ ک‌گ        | ۲۰۰            | ۲۰۷            | ۲۱۲            | ۲۱۲            | 2              | ۲۳۷            | ۲۴۳            | ۲۴۸            | ۲۴۸            | 2              | ۴۶۰            | 2              |
| قهرمانی اروپا                    |                              |                |                |                |                |                |                |                |                |                |                |                |                |                |
| ۲۰۱۶                             | فورده، نروژ                  | +۱۰۵ ک‌گ        | ۱۹۵            | ۲۰۰            | ۲۰۵            | ۲۰۵            | 2              | ۲۳۱            | ۲۳۱            | ۲۳۷            | ۲۳۷            | ۴              | ۴۴۲            | 2              |
| ۲۰۱۷                             | اسپلیت، کرواسی               | +۱۰۵ ک‌گ        | ۲۰۰            | ۲۰۵            | ۲۱۱            | ۲۱۱            | 2              | ۲۳۵            | ۲۴۰            | ۲۴۰            | ۲۳۵            | ۵              | ۴۴۶            | 2              |
| ۲۰۱۹                             | باتومی، گرجستان              | +۱۰۹ ک‌گ        | ۲۰۰            | ۲۰۵            | ۲۰۵            | ۲۰۰            | 3              | ۲۲۲            | ۲۳۴            | –              | ۲۲۲            | ۷              | ۴۲۲            | ۵              |
| مسابقات قهرمانی وزنه‌برداری اروپا |                              |                |                |                |                |                |                |                |                |                |                |                |                |                |
| ۲۰۲۱                             | مسکو، روسیه                  | +190 کیلوگرم   | ۲۰۵            | ۲۱۲            | ۲۱۶            | ۲۱۶            | 2              | ۲۴۰            | ۲۴۸            | ۲۵۲            | ۲۴۸            | 2              | ۴۶۴            | 2              |
| قهرمانی جوانان جهان              |                              |                |                |                |                |                |                |                |                |                |                |                |                |                |
| ۲۰۱۱                             | پنانگ، مالزی                 | +۱۰۵ ک‌گ        | ۱۷۰            | ۱۷۵            | ۱۷۸            | ۱۷۸            | 1              | ۲۰۰            | ۲۰۶            | ۲۰۸            | ۲۰۶            | ۵              | ۳۸۴            | ۴              |
| ۲۰۱۲                             | آنتیگوا گواتمالا، گواتمالا   | +۱۰۵ ک‌گ        | ۱۸۰            | ۱۸۶            | ۱۹۰            | ۱۹۰            | 2              | ۲۲۰            | ۲۲۷            | ۲۳۰            | ۲۲۷            | 3              | ۴۱۷            | 3              |
| ۲۰۱۳                             | لیما، پرو                    | +۱۰۵ ک‌گ        | ۱۷۷            | ۱۸۳            | ۱۸۷            | ۱۸۳            | --             | ۲۰۶            | ۲۱۳            | ۲۲۰            | ۲۲۰            | --             | --             | DSQ            |
| بازی‌های المپیک جوانان            |                              |                |                |                |                |                |                |                |                |                |                |                |                |                |
| ۲۰۱۰                             | سنگاپور، سنگاپور             | +۹۴ ک‌گ         | ۱۵۵            | ۱۵۵            | ۱۶۰            | ۱۶۰            | ۱              | ۱۹۰            | ۱۹۰            | ۱۹۵            | ۱۹۰            | ۲              | ۳۵۰            | 2              |

ایلات +۱۰۵ کیلوگرم 
تیرانا +105 کیلوگرم